# Flavobacteriales
Flavobacteriales es un orden de bacterias medioambientales que incluye seis familias. Son bacterias Gram negativas de metabolismo quimioorganótrofo y respiración aerobia o anaerobia facultativa.
Las flavobacteriales son muy diversas y se encuentran en muchos entornos, incluidos el suelo, agua marina, plantas e intestino animal. Desempeñan un papel importante en ambientes acuáticos y terrestres, representando más del 20% de muchas comunidades microbianas. Algunas especies son responsables de enfermedades graves de los peces, o promueven la protección y crecimiento de plantas y animales, así como la purificación biológica del suelo o sedimentos marinos.